# 20 июля
20 июля — 201-й день года (202-й в високосные годы) по григорианскому календарю.
До конца года остаётся 164 дня.
До 15 октября 1582 года — 20 июля по юлианскому календарю, с 15 октября 1582 года — 20 июля по григорианскому календарю.
В XX и XXI веках соответствует 7 июля по юлианскому календарю.

## Праздники и памятные дни
См. также: Категория:Праздники 20 июля

### Международные
- Международный день шахмат.

### Национальные
- Колумбия — День независимости.
- Норвегия — День рождения наследного принца Хокона Магнуса.
- Северный Кипр — День мира и свободы.

### Религиозные
Православие
- Память преподобного Фомы, иже в Малеи (X век);
- память преподобного Акакия Синайского, о котором повествуется в Лествице (VI век);
- память преподобной Евфросинии, в миру Евдокии, великой княгини Московской (1407);
- обретение мощей преподобного Герасима Болдинского (2001);
- память мучеников Перегрина, Лукиана, Помпея, Исихия, Папия, Саторнина и Германа (II век)[4];
- память священномученика Епиктета, пресвитера, и прмч. Астиона, монаха (290)[5];
- память священномученика Евангела, епископа Томского (Кюстенджийского) (III—IV века);
- память мученицы Кириакии Никомидийской (IV век);
- память священномученика Павла Чернышёва, пресвитера (1918);
- празднование в честь Влахернской иконы Божией Матери (принесена в Россию в 1654).

### Именины
- Католические: Маргарита, Вячеслав, Анастасия.
- Православные: Акакий, Герман, Евдокия, Евфросиния, Лукиан, Никон, Сергей, Фома.

## События
См. также: Категория:События 20 июля

### До XIX века
- 1217 — на княжеском съезде в Исадах убили 6 рязанских князей.
- 1402 — Тимур разгромил турецкого султана Баязида в битве при Анкаре.
- 1534 — в Кембридже зарегистрировано первое в мире издательство[6][7].
- 1653 — русское посольство прибыло в Чигирин с уведомлением о согласии царя взять под своё покровительство запорожское казачество.
- 1658 — (10 июля по старому стилю) патриарх Никон отрёкся от патриаршества.

### XIX век
- 1807 — Нисефор Ньепс с братом получили патент на один из ранних двигателей внутреннего сгорания: пиреолофор[англ.][8].
- 1810 — провозглашено создание независимого латиноамериканского государства Колумбия.
- 1840 — в Англии создана «Национальная чартистская ассоциация», явившаяся прототипом будущих политических партий рабочих. Ассоциация с центром в городе Манчестер насчитывала 40 тыс. человек.
- 1862 — арест Н. Г. Чернышевского и Н. А. Серно-Соловьевича.
- 1864 — Сражение на Пичтри-Крик, одно из сражений Атлантской кампании.
- 1871
  - В Канаду включена провинция Британская Колумбия.
  - Английская футбольная ассоциация (основана в 1863 году) предложила учредить Кубок вызова (Challenge Cup) для клубов, входящих в её состав. Этот шаг стал решающим в быстром развитии футбола как вида спорта. Через четыре года он стал профессиональным, и в 1881 году ассоциация насчитывала в своих рядах уже 128 клубов.
- 1877 — начало истории мультипликации.[уточнить]
- 1882 — состоялись испытания самолёта А. Ф. Можайского.
- 1893 — в России введена «казённая продажа питей» («винная монополия»).

### XX век
- 1917
  - Представители сербов, хорватов и словенцев подписали на острове Корфу декларацию, в которой выразили стремление создать единое государство этих народов.
  - Зарегистрирована торговая марка «BMW».
- 1920 — в ходе наступления на Польшу части Красной армии заняли Вильнюс.
- 1922 — начало деятельности Балтийского морского пароходства.
- 1924 — в Париже основана Международная шахматная федерация — FIDE. Отмечается как Международный день шахмат.
- 1929 — основан город Игарка в Красноярском крае.
- 1933 — ирландская Ассоциация товарищей по оружию переименована в Национальную гвардию, членов которой стали называть «синими рубашками».
- 1936 — конвенция, подписанная в Монтрё, отдала под юрисдикцию Турции проливы Дарданеллы и Босфор.
- 1941
  - НКГБ и НКВД СССР объединены в единый Наркомат внутренних дел.
  - Великая Отечественная война: На кирпичах Брестской крепости была сделана последняя надпись — «Умираю, но не сдаюсь! Прощай, Родина».
- 1944 — неудачное покушение на Адольфа Гитлера.
- 1946 — вышел первый номер журнала «Грани», издававшегося в Германии на русском языке издательством «Посев». Основателем журнала был Евгений Романов-Островский.
- 1952 — на Олимпийских играх в Хельсинки Нина Ромашкова принесла сборной СССР первую в истории золотую олимпийскую медаль, победив в метании диска.
- 1953 — СССР восстановил дипломатические отношения с Израилем.
- 1955 — открыт для всеобщего обозрения историко-архитектурный ансамбль Московского Кремля. После переезда советского правительства весной 1918 года из Петрограда в Москву Кремль был закрыт для посещений.
- 1959 — строителями Каунасской ГЭС был перекрыт Неман.
- 1960 — впервые в истории главой правительства избрана женщина: премьер-министром Шри-Ланки станет Сиримаво Бандаранаике, чья партия победила на выборах[англ.]. Присяга прошла на следующий день[9].
- 1965 — глубоководный самоходный аппарат «Алвин», принадлежащий ВМФ США, с сотрудником Океанографического института в Вудс-Холле О. Рейни-младшим начал погружение в подводный каньон Язык Океана. Через 1 час 37 минут аппарат достиг дна. Глубина погружения составила 1829 метров.
- 1966
  - Выход Майкла Коллинза с борта космического корабля «Джемини X» к ракетной ступени «Аджена».
  - Подписано постановление правительства СССР о строительстве Волжского автомобильного завода.
- 1968 — в Чикаго на стадионе «Солджер Филд» началась первая Специальная Олимпиада, в которой приняли участие около 1000 человек.
- 1969 — «Аполлон-11» совершил первую в истории пилотируемую посадку на Луну.
- 1974 — после военного переворота на Кипре Турция ввела войска на северную часть острова, населённую турками-киприотами.
- 1976 — проведены первые исследования на поверхности Марса (аппарат «Викинг-1»).
- 1981 — катастрофа Fokker F27 под Баладом (Сомали), 50 погибших.
- 1987 — Пол Маккартни приступил к записи альбома «Снова в СССР», который был выпущен только в Советском Союзе.
- 1990
  - Верховный совет Северо-Осетинской АССР принял декларацию о государственном суверенитете и вернул городу Орджоникидзе его историческое название Владикавказ.
  - Опубликованы основные положения принятой российским правительством программы «Мандат доверия на 500 дней», разработанной Григорием Явлинским и предусматривающей приватизацию государственной собственности и освобождение цен.
  - в Сиэтле начались Игры доброй воли 1990
- 1992 — Вацлав Гавел покинул пост президента Чехословакии. 2 февраля 1993 года Гавел стал президентом Чехии.
- 1993 — введение в Литве собственной валюты — лита.
- 1994 — на базе Гуманитарной академии ВС РФ и Военной академии экономики, финансов и права ВС РФ создан Военный университет Министерства обороны Российской Федерации.

### XXI век
- 2001 — премьера аниме-фильма «Унесённые призраками» в японских кинотеатрах[10].
- 2005 — в Канаде на общенациональном уровне вступил в силу закон об однополых браках.
- 2006 — бразильская авиакомпания VARIG — крупнейший авиаперевозчик в Латинской Америке, — признана банкротом и упразднена.
- 2012 — массовое убийство в городе Орора (США): 12 человек убиты и около 70 ранены в результате стрельбы на премьере нового фильма о Бэтмене.
- 2015
  - Теракт в Суруче (Турецкий Курдистан): 34 погибших, более 100 раненых. Ответственность взяло на себя «Исламское государство».
  - Куба и США полностью восстановили дипломатические отношения спустя 50 лет.
- 2021 — Международный олимпийский комитет впервые включил ски-альпинизм в программу зимних Олимпийских игр. Дебют состоится на Играх 2026 года в Италии.

## Родились
См. также: Категория:Родившиеся 20 июля

### До XIX века

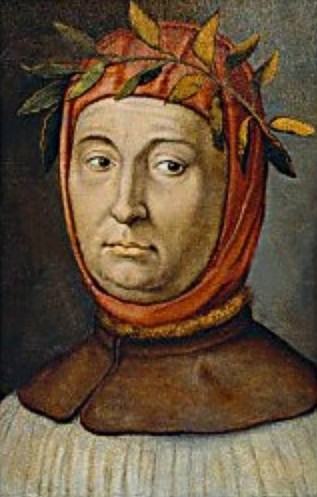
Франческо Петрарка

- 1304 — Франческо Петрарка (ум. 1374), итальянский поэт, глава старшего поколения гуманистов, один из величайших деятелей итальянского Ренессанса.
- 1519 — Иннокентий IX (в миру Джованни Антонио Факкинетти де Нуче; ум. 1591), 230-й папа римский (с 29 октября по 30 декабря 1591 г.).
- 1656 — Иоганн Бернхард Фишер фон Эрлах (ум. 1723), австрийский архитектор, основоположник т. н. имперского стиля.
- 1726 — Иоахим Ибарра (ум. 1785), испанский книгопечатник.
- 1754 — Антуан Дестют де Траси (ум. 1836), французский философ, основатель школы идеологистов.
- 1757 — Гарсеван Чавчавадзе (ум. 1811), грузинский князь, министр Грузии в Петербурге.
- 1766 — Томас Брюс, 7-й граф Элгин (ум. 1841), английский дипломат, вывезший в Британию памятники Древней Греции.
- 1774 — Огюст де Мармон (ум. 1852), французский военачальник, маршал Империи.
- 1785 — Махмуд II (ум. 1839), османский султан (1808—1839).
- 1800 — Александр Вельтман (ум. 1870), российский картограф, лингвист, археолог, поэт и писатель.

### XIX век

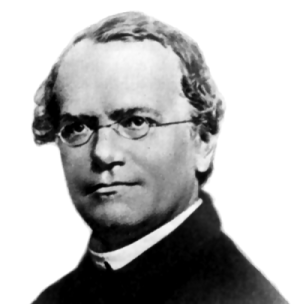
Грегор Иоганн Мендель

- 1804 — сэр Ричард Оуэн (ум. 1892), английский зоолог, анатом и палеонтолог, автор слова динозавр.
- 1806 — Франческо Бонаини (ум. 1874), итальянский историк, филолог, палеонтолог и архивариус.
- 1822 — Грегор Иоганн Мендель (ум. 1884), австрийский биолог и ботаник, заложивший основы генетики.
- 1824 — Александр Шиммельфениг (ум. 1865), немецкий военный и политик, участник Гражданской войны в США.
- 1847 — Макс Либерман (ум. 1935), немецкий живописец и график.
- 1850 — Элиас Мюллер (ум. 1934), немецкий философ, один из первых экспериментальных психологов.
- 1864 — Эрик Карлфельдт (ум. 1931), шведский поэт, член Шведской академии, лауреат Нобелевской премии (1931).
- 1869 — Владимир Набоков (погиб в 1922), русский юрист, политик, один из лидеров партии кадетов, отец писателя В. Набокова.
- 1873
  - Витольд Малишевский (ум. 1939), российский и польский музыкальный деятель, композитор, педагог.
  - Альберто Сантос-Дюмон (ум. 1932), бразильский авиатор, конструктор и пилот дирижаблей и самолётов.
- 1880 — Герман Кайзерлинг (ум. 1946), немецкий философ, писатель, путешественник («Путевой дневник философа»).
- 1885 — Николай Лукин (ум. 1940), русский советский историк, академик, преподаватель Московского университета.
- 1886 — Михаил Лозинский (ум. 1955), русский советский поэт, переводчик.
- 1890 — Джорджо Моранди (ум. 1964), итальянский живописец и график, преподаватель Болонской Академии Художеств.
- 1894 — Лев Бруни (ум. 1948), русский советский художник-авангардист, иллюстратор.
- 1895 — Ласло Мохой-Надь (ум. 1946), венгерский и американский живописец, фотограф, театральный художник, педагог и скульптор, представитель конструктивизма.
- 1896 — Владимир Володин (наст. фамилия Иванов; ум. 1958), актёр театра и кино («Волга-Волга», «Цирк», Кубанские казаки" и др.), народный артист РСФСР.
- 1897 — Тадеуш Рейхштейн (ум. 1996), швейцарский химик-органик польского происхождения, лауреат Нобелевской премии по физиологии и медицине (1950).
- 1898 — Георгий Лангемак (расстрелян в 1938), советский конструктор пороховых ракет, внёсший значительный вклад в создание реактивных снарядов для «катюши».

### XX век
- 1906 — Илья Мазурук (ум. 1989), советский полярный лётчик, первым в мире посадивший самолёт на дрейфующую льдину, Герой Советского Союза, генерал-майор авиации.
- 1907
  - Павел Судоплатов (ум. 1996), один из руководителей советских органов разведки, организатор диверсионной работы.
  - Анатолий Штейгер (ум. 1944), русский поэт, эмигрант.
- 1914
  - Маса Ниеми (ум. 1960), финский актёр, музыкант, юморист.
  - Флоракис Харилаос (ум. 2005), греческий политик, в 1972—1989 гг. генеральный секретарь Компартии Греции.
- 1915 — Орест Верейский (ум. 1993), график, иллюстратор, народный художник СССР.
- 1918 — Григорий Кисунько (ум. 1998), учёный в области радиоэлектроники, создатель первой советской системы ПРО.
- 1919 — сэр Эдмунд Хиллари (ум. 2008), новозеландский исследователь и альпинист, первый покоритель Эвереста.
- 1924 — Татьяна Лиознова (ум. 2011), кинорежиссёр, сценарист, педагог, народная артистка СССР.
- 1926 — Георгий Зубков (ум. 2022), советский журналист-международник.
- 1928 — Павел Когоут, чешский писатель, поэт, журналист и драматург, участник движения «Пражская весна».
- 1930
  - Олег Анофриев (ум. 2018), советский и российский актёр, режиссёр, автор и исполнитель песен, народный артист России.
  - Юрий Степанов (ум. 2012), советский и российский лингвист, семиотик, академик АН СССР и РАН.
- 1938
  - Натали Вуд (погибла в 1981), американская киноактриса русского происхождения.
  - Алексей Герман (ум. 2013), кинорежиссёр, сценарист, актёр, народный артист России.
- 1940 — Давид Тухманов, советский и российский композитор-песенник, народный артист РФ.
- 1941 — Людмила Чурсина, актриса театра и кино, народная артистка СССР.
- 1945 — Александр Мирзаян, российский поэт, композитор, бард, теоретик авторской песни.
- 1946 — Джон Рэндал Клайзер, американский кинорежиссёр, сценарист и продюсер.
- 1947
  - Герд Карл Би́нниг, немецкий физик, изобретатель, лауреат Нобелевской премии по физике (1986).
  - Карлос Сантана, мексикано-американский гитарист-виртуоз, лауреат многочисленных премий «Грэмми».
- 1952 — Иэн Фергюсон, новозеландский гребец на байдарках, 4-кратный олимпийский чемпион
- 1953
  - Владимир Акимов (погиб в 1987), советский ватерполист, олимпийский чемпион (1980), чемпион мира (1982), многократный чемпион СССР и Европы.
  - Ли Гарлингтон, американская актриса.
- 1957 — Донна Диксон, американская актриса, фотомодель и певица.
- 1963 — Александр Жулин, советский и российский фигурист (танцы на льду), чемпион мира и Европы в паре с Майей Усовой.
- 1964
  - Крис Корнелл (ум. 2017), американский рок-музыкант, гитарист, композитор и вокалист. Основатель и бывший фронтмен групп Soundgarden и Audioslave.
  - Бернд Шнайдер, немецкий автогонщик, чемпион в кузовных гоночных сериях.
- 1967 — Рид Даймонд, американский актёр.
- 1969 — Джош Ли Холлоуэй, американский актёр.
- 1970 — Джули Майклс, американская актриса, каскадёр, продюсер и сценарист.
- 1972 — Йозеф Штумпел, словацкий хоккеист, чемпион мира (2002).
- 1973
  - Клаудио Рейна, американский футболист.
  - Петер Форсберг, шведский хоккеист, двукратный олимпийский чемпион, двукратный чемпион мира, двукратный обладатель Кубка Стэнли
  - Хокон, кронпринц Норвегии.
- 1975
  - Рэй Аллен, американский баскетболист, олимпийский чемпион, двукратный чемпион НБА.
  - Джуди Грир, американская актриса («Человек-муравей», «Мир юрского периода», «Человек-муравей и Оса»).
- 1978 — Павел Дацюк, российский хоккеист, олимпийский чемпион (2018), чемпион мира (2012), двукратный обладатель Кубка Стэнли
- 1979 — Марко Николич, сербский футбольный тренер.
- 1980 — Жизель Бюндхен, бразильская супермодель и актриса.
- 1982
  - Антуан Верметт, канадский хоккеист, обладатель Кубка Стэнли (2015).
  - Борис Корчевников, российский тележурналист, телеведущий и актёр.
- 1984 — Мария Громова, российская спортсменка, трёхкратная олимпийская чемпионка по синхронному плаванию.
- 1985 — Джон Фрэнсис Дейли, американский актёр, певец и режиссёр («Человек-паук: Возвращение домой»).
- 1988 — Джулианна Хаф, американская танцовщица (бальные танцы), певица и актриса («Гарри Поттер и философский камень»).
- 1991 — Хейди Венг, норвежская лыжница, 5-кратная чемпионка мира, двукратная обладательница Кубка мира
- 1993
  - Стивен Адамс, новозеландский баскетболист.
  - Алиша Дебнем-Кэри, австралийская актриса.
- 1994 — Майя Шибутани, американская фигуристка, призёр Олимпийских игр
- 1996 — Бен Симмонс, австралийский баскетболист.
- 1997 — Билли Бруно, американская актриса.

## Скончались
См. также: Категория:Умершие 20 июля

### До XIX века
- 1320 — Ошин (р. 1283), король Киликийского армянского государства (1308—1320).
- 1794 — Владимир Лукин (р. 1737), русский драматург и теоретик театра.

### XIX век
- 1803 — Андрей Тургенев (р. 1781), русский поэт, переводчик.
- 1816 — Гавриил Державин (р. 1743), русский поэт.
- 1831 — Матвей Мудров (р. 1776), врач, один из основателей русской клинической школы.
- 1866 — Георг Бернхард Риман (р. 1826), немецкий математик, основатель математического анализа.
- 1872 — Владимир Раевский (р. 1795), русский поэт и публицист, участник Отечественной войны 1812 года, декабрист.
- 1883 — Ивакура Томоми (р. 1825), японский государственный деятель.
- 1888 — Пауль Лангерганс (р. 1849), немецкий анатом и гистолог.
- 1892 — Леон Кладель (р. 1835), французский писатель-романист.
- 1898 — Юрий Арнольд (р. 1811), российский музыкальный теоретик, критик, композитор, вокальный педагог.

### XX век
- 1903 — Лев XIII (в миру Винченцо Джоакино Рафаэль Луиджи Печчи; р. 1810), 256-й папа Римский (1878—1903).
- 1913 — Всеволод Руднев (р. 1855), русский адмирал, командир крейсера «Варяг».
- 1922 — Андрей Марков (р. 1856), русский математик, академик.
- 1923 — Панчо Вилья (р. 1878), руководитель крестьян в годы Мексиканской революции.
- 1926 — Феликс Дзержинский (р. 1877), советский государственный и партийный деятель.
- 1927 — Фердинанд I (р. 1865), король Румынии (1914—1927).
- 1932 — Дмитрий Жбанков (р. 1853), русский врач и писатель.
- 1937 — Гульельмо Маркони (р. 1874), итальянский радиотехник, лауреат Нобелевской премии (1909).
- 1944 — убит Людвиг Бек (р. 1880), генерал-полковник германской армии, лидер заговора 20 июля против Гитлера.
- 1945
  - Поль Валери (р. 1871), французский поэт.
  - Николай Собольщиков-Самарин (р. 1868), русский театральный режиссёр, актёр, педагог, народный артист РСФСР.
- 1951 — убит Абдаллах ибн Хусейн (р. 1882), первый король Иордании (1946—1951).
- 1952 — Лев Карсавин (р. 1882), русский философ, историк и поэт.
- 1968 — Йозеф Кайльберт (р. 1908), немецкий дирижёр.
- 1973
  - Михаил Исаковский (р. 1900), советский поэт-песенник.
  - Брюс Ли (р. 1940), гонконгский и американский мастер единоборств, актёр, режиссёр, постановщик боевых сцен.
- 1977 — Александр Кусиков (р. 1896), российский поэт-имажинист, автор романсов, эмигрант.
- 1978 — Павел Панков (р. 1922), советский киноактёр.
- 1987
  - Ричард Иган (р. 1921), американский актёр.
  - Дмитрий Лелюшенко (р. 1901), советский военачальник, генерал армии, дважды Герой Советского Союза.
- 1989 — Василий Яновский (р. 1906), русский писатель и литературный критик, эмигрант.
- 1990 — Сергей Параджанов (р. 1924), советский кинорежиссёр, сценарист и художник.
- 1991 — Алексей Консовский (р. 1912), актёр кино и озвучивания, народный артист РСФСР.
- 1994 — Поль Дельво (р. 1897), бельгийский художник.
- 1995 — Наталья Шпиллер (р. 1909), оперная певица, педагог, общественный деятель, народная артистка РСФСР.
- 1996 — Франтишек Планичка (р. 1904), футбольный вратарь, капитан сборной Чехословакии, серебряный призёр чемпионата мира по футболу (1934).

### XXI век
- 2001 — застрелен Карло Джулиани (р. 1978), итальянский политический активист и анархист.
- 2006 — Жерар Ури (р. 1919), французский комедийный кинорежиссёр.
- 2007
  - Тэмми Фэй Месснер (р. 1942), американская христианская певица, евангелист, автор и ведущая телешоу.
  - Кай Сигбан (р. 1918), шведский физик, лауреат Нобелевской премии (1981).
- 2011 — Люсьен Фрейд (р. 1922), британский художник немецко-еврейского происхождения.
- 2013 — Георгий Гурьянов (р. 1961), российский художник и музыкант.
- 2016 — в Киеве убит взрывом Павел Шеремет (р. 1971), российский, украинский и белорусский журналист и телеведущий.
- 2017 — Честер Беннингтон (р. 1976), американский рок-музыкант, вокалист групп Linkin Park и Dead by Sunrise.
- 2020
  - Александр Беляев (р. 1949), ведущий прогноза погоды на НТВ.
  - Виктор Чижиков (р. 1935), советский и российский художник-иллюстратор, автор образа Олимпийского Мишки.

## Приметы
- Фома и Авдотья.
- Дождь, начавшийся в этот день, длится долго и портит сено в полях (говорили так: «Сгребёшь сено в кучи, так не страшны и тучи»).
- Пока колос (урожай) в поле — трудись подоле. Коли зерно в колосу — торопись жать полосу[11].